# Мерседес (Уругвай)
Мерседес (ісп. Mercedes) — столиця та найбільше місто департаменту Соріано в Уругваї. За даними перепису 2011 року, він входить в десятку населених пунктів країни за кількістю жителів.
Мерседес також є важливим торговим центром та торговим портом Уругваю. Його основними галузями виробництва є сільське господарство, молочна продукція та виробництво паперу.

## Історія
Мерседес був заснований у 1788 році священиком Мануель Антоніо де Кастро і Кареґа (ісп. Manuel Antonio de Castro y Careaga) під назвою Капілья Нуева де лас Мерседес (ісп. Capilla Nueva de las Mercedes). Отримав статус Містечка (ісп. Villa) ще до незалежності Уругваю. 6 Липня 1857 року його статус був підвищений до рівня Міста (ісп. Ciudad) й, відповідно до постанови №531, він був призначений адміністративним центром департаменту Соріано (на той час департаментів в Уругваї було дев'ять). Раніше столицею департаменту було містечко Соріано.

## Географія
Місто розташоване на південному березі річки Ріо-Негро на кордоні департаменту Соріано. Вважається важливим торговельним портом країни.
Через місто проходить 3 внутрішніх дороги:
- Траса 2: сполучає місто з Фрей Бентос, Кародоною та Росаріо; також з'єднує з  Трасою 1, що веде до Монтевідео.
- Траса 14: сполучає місто з Тринідадом та Дурасно.
- Траса 21: сполучає місто з Долоресом, Нуево Пальмірою, Кармелою та Колонією-дель-Сакраменто.

## Населення
Населення по даним за 2011 р. становить 41 975 осіб.
| Рік  | Населення |
| ---- | --------- |
| 1908 | 15 667    |
| 1963 | 31 358    |
| 1975 | 34 512    |
| 1985 | 36 701    |
| 1996 | 39 320    |
| 2004 | 42 032    |
| 2011 | 41 975    |

Джерело: Instituto Nacional de Estadística de Uruguay

## Клімат
Клімат міста характеризується як вологий субтропічний.
| Клімат Мерседес                              | Клімат Мерседес | Клімат Мерседес | Клімат Мерседес | Клімат Мерседес | Клімат Мерседес | Клімат Мерседес | Клімат Мерседес | Клімат Мерседес | Клімат Мерседес | Клімат Мерседес | Клімат Мерседес | Клімат Мерседес | Клімат Мерседес |
| Показник                                     | Січ.            | Лют.            | Бер.            | Квіт.           | Трав.           | Черв.           | Лип.            | Серп.           | Вер.            | Жовт.           | Лист.           | Груд.           | Рік             |
| Середній максимум, °C                        | 31,1            | 29,8            | 27,1            | 23,5            | 19,8            | 16,5            | 16,6            | 18,2            | 20,3            | 23,2            | 26,2            | 29,3            | 23,5            |
| Середня температура, °C                      | 24,3            | 23,3            | 20,9            | 17,2            | 13,9            | 10,9            | 11,1            | 12,1            | 13,9            | 16,8            | 19,8            | 22,8            | 17,3            |
| Середній мінімум, °C                         | 17,5            | 17,2            | 14,8            | 11,3            | 8,0             | 5,7             | 6,0             | 6,2             | 7,7             | 10,5            | 13,1            | 16,0            | 11,2            |
| Норма опадів, мм                             | 100             | 153             | 127             | 91              | 85              | 60              | 70              | 65              | 85              | 102             | 91              | 104             | 1130            |
| -------------------------------------------- | --------------- | --------------- | --------------- | --------------- | --------------- | --------------- | --------------- | --------------- | --------------- | --------------- | --------------- | --------------- | --------------- |
| Джерело: Dirección Nacional de Meteorología. |                 |                 |                 |                 |                 |                 |                 |                 |                 |                 |                 |                 |                 |